# Don Brothwell
Don Reginald Brothwell (* 1933 in Nottingham; † 26. September 2016 in York) war ein britischer Archäozoologe.

## Leben
Don R. Brothwell wuchs in Nottingham als einziges Kind des Elektrikers George Brothwell und seiner Frau Charlotte in einer Familie der Mittelklasse auf. Bereits als Kind interessierte er sich für Knochen, kochte die Leichen von Meerschweinchen auf dem häuslichen Herd aus und begann später, an Ausgrabungen teilzunehmen, z. B. in dem sächsischen Friedhof von Breedon-on-the-Hill im Nordwesten von Leicestershire. Brothwell plante eine Karriere als Lehrer und begann ein Studium an einer Kunstschule, das er jedoch abbrach, um die Universitätsreife (A-Levels) zu erwerben.
Er begann 1952/53 das Studium von Anthropologie und Archäologie am Institute of Archaeology der  Universität London, das er mit einem BA abschloss, und absolvierte ein Masterstudium in Anthropologie an der  Universität Cambridge, bevor er in Stockholm im Fach physische Anthropologie promoviert wurde.
Von 1958 bis 1961 arbeitete er als Demonstrator an der Fakultät für Archäologie und Anthropologie der Universität von Cambridge. Zwischen 1961 und 1974 arbeitete er in der naturhistorischen Abteilung des Britischen Museums, dessen bürokratische Strukturen er jedoch zunehmend als beengend empfand. Er wechselte daher 1974 als Nachfolger von Ian Cornwall zum Londoner Institute of Archaeology, zuerst als Lecturer, dann Reader in Zooarchaeology. Von 1993 bis 1999 war er Professor für Human Palaeoecology an der Universität York, wo er 1999 emeritiert wurde. 2006 wurde er von der Universität Durham zum Ehrenprofessor ernannt. Von 2009 bis 2014 war er Direktor von InterArChive an der Universität von York. Er begründete 1974 das Journal of Archaeological Science, dessen Herausgeber er bis 1993 war. Er war seit 1984 Herausgeber der „Cambridge Manuals in Archaeology“ und Mitglied des Herausgebergremiums des International Journal of Osteoarchaeology, von „Ossa“ (ab 1991) und des Journal of Paleopathology (ab 1992).
Brothwell war überzeugter Pazifist und saß 1952 zwei Monate als Kriegsdienstverweigerer im Gefängnis von Lincoln ein, eine Erfahrung, die ihn prägte. Auch im Gefängnis sammelte er weiter Tierknochen. Sein Hobby war die Malerei.
Keith Dobney und Terry O’Connor gaben 2002 eine Festschrift zu seinen Ehren heraus.

## Ehrungen, Preise und Auszeichnungen
- 1961: Curl Prize des Royal Anthropological Institute für einen Aufsatz über „Paleopathology of British populations“ (Brothwell 1961)
- 1994 Lebenslange Ehrenmitgliedschaft der Association for Environmental Archaeology

## Veröffentlichungen (Auswahl)
- Evidence of leprosy in British archaeological material. In: Medical History. Band 2, Nummer 4, 1958, S. 287–291, doi:10.1017/S0025727300023991.
- mit Kenneth P. Oakley, Winifred M. A. Brooke, A. Roger Akester: Contributions on Trepanning or Trephination in Ancient and Modern Times. In: Man. Band 59, Juni 1959, S. 93–96, JSTOR:2797126.
- Cannibalism in early Britain. In: Antiquity. Band 35, Nummer 140, 1961, S. 304–307, doi:10.1017/S0003598X00036383.
- The Palaeopathology of Early British Man: An Essay on the Problems of Diagnosis and Analysis. In: The Journal of the Royal Anthropological Institute of Great Britain and Ireland. Band 91, Nummer 2, 1961, S. 318–344, JSTOR:2844418.
- Digging up bones. The excavation, treatment and study of human skeletal remains. British Museum, London 1963.
- als Herausgeber mit Andrew T. Sandison: Diseases in Antiquity. A survey of the diseases, injuries, and surgery of early populations. Charles C. Thomas, Springfield IL u. a. 1967.
- mit Patricia Brothwell: Food in antiquity. A survey of the diet of early peoples (= Ancient Peoples and Places. 66). Thames and Hudson, London 1969, (erweiterte Auflage. Johns Hopkins University Press, Baltimore u. a. 1998, ISBN 0-8018-5740-6; Deutsch: Manna und Hirse. Eine Kulturgeschichte der Ernährung (= Kulturgeschichte der antiken Welt. 21). von Zabern, Mainz 1969, ISBN 3-8053-0536-2).
- mit John Baker: Animal Diseases in Archaeology. Academic Press, London u. a. 1980, ISBN 0-12-074150-4.
- als Herausgeber mit Eric Higgs: Science in archaeology. A comprehensive survey of progress and research. Thames & Hudson, London 1963.
- The bog man and the archaeology of people. British Museum Publications, London 1986, ISBN 0-7141-1384-0.
- On zoonoses and their relevance to paleopathology. In: Donald J. Ortner, Arthur C. Aufderheide (Hrsg.): Human Paleopathology. Current Syntheses and future Options. A Symposium held at the International Congress of Anthropological and Ethnological Sciences, Zagreb, 24.–31.07.1988. Smithsonian Institution Press, Washington DC u. a. 1988, ISBN 1-56098-039-7, S. 18–22.
- Malocclusion and methodology: The problem and relevance of dental malalignment in animals. In: International Journal of Osteoarchaeology. Band 1, Nummer 1, 1991, S. 27–37, doi:10.1002/oa.1390010105.
- Avian osteopathology and its evaluation. In: Archaeofauna. Nummer 2, 1993, S. 33–43, (online).
- On the complex nature of microbial ecodynamics in relation to earlier human palaeoecology. In: Geoff Bailey, Ruth Charles, Nick Winder (Hrsg.): Human ecodynamics. Proceedings of the Association for Environmental Archaeology conference 1998 held at the University of Newcastle upon Tyne. Oxbow, Oxford 2000, ISBN 1-84217-001-5, S. 10–14.
- Studies on skeletal and dental variation: a view across two centuries. In: Margaret Cox, Simon Mays (Hrsg.): Human osteology in archaeology and forensic science. Greenwich Medical Media, London 2000, ISBN 1-84110-046-3, S. 1–5.
- Ancient avian osteopetrosis: the current state of knowledge. In: Zbigniew M. Bocheński, Zygmunt Bocheński, John R. Stewart (Hrsg.): Proceedings of the 4th Meeting of the ICAZ Bird Working Group. Kraków, Poland, 11–15 September 2001 (= Acta Zoologica Cracoviensia. 45, Special issue, ISSN 0065-1710). Instytut Systematiki i Ewolucji Zwierzat – Polska Akademia Nauk, Krakau 2002, S. 315–318.
- mit Rethy K. Chhem: Paleoradiology. Imaging Mummies and Fossils. Springer Berlin, Berlin 2007, ISBN 978-3-540-48833-0.